# Svenska Idrottsakademin
Svenska Idrottsakademin är en organisation etablerad 1999, som bland annat ansvarar för att välja pristagare till Svenska Idrottsgalan.
Pristagarna i Svenska Idrottsgalan väljs av Svenska Idrottsakademin, en ideell sammanslutning vars medlemmar är framstående representanter för svensk idrott som älskar idrotten och som aktivt verkar för idrottens utveckling. Medlemmarna består av både före detta och nu aktiva personer inom idrotten, sportjournalister, idrottsledare, förbunds- och föreningsfolk.

## Ändamål
Akademin har bildats för att: 
- Ge Svenska Idrottsgalan en bred ideell bas.
- Etablera ett antal priser, att årligen delas ut vid Idrottsgalan.
- Utveckla och sköta den nominerings- och röstningsprocess som föregår prisutdelningen.

## Svenska Idrottsakademins samtliga ledamöter

### 1–100
- 1.   Björn Borg – tennis
- 2.   Ingemar Stenmark – alpint
- 3.   Ingemar Johansson – boxning (avliden 2009)
- 4.   Jan-Ove Waldner – bordtennis
- 5.   Gert Fredriksson – kanot (avliden 2006)
- 6.   Gunde Svan – längdskidor
- 7.   Pernilla Wiberg – alpint
- 8.   Tomas Gustafson – skridskor
- 9.   Ulrika Knape Lindberg – simhopp
- 10.  Stefan Edberg – tennis
- 11.  Anders Gärderud – friidrott
- 12.  Börje Salming – ishockey (avliden 2023)
- 13.  Sven Tumba – ishockey (avliden 2011)
- 14.  Annika Sörenstam – golf
- 15.  Patrik Sjöberg – friidrott
- 16.  Peter Forsberg – ishockey
- 17.  Gösta Pettersson – cykel
- 18.  Ludmila Engquist – friidrott (utträdde 2001)
- 19.  Agneta Andersson – kanot (avliden 2023)
- 20.  Ove Fundin – motorcykel
- 21.  Gunnar Larsson – simning
- 22.  Mats Wilander – tennis
- 23.  Toini Rönnlund – längdskidor
- 24.  Nils Liedholm – fotboll (avliden 2007)
- 25.  Thomas Wassberg – längdskidor
- 26.  Magnus Wislander – handboll
- 27.  Håkan Carlqvist  – motorcykel (avliden 2017)
- 28.  Ragnar Skanåker – sportskytte
- 29.  Per "Pelle" Svensson – brottning (avliden 2020)
- 30.  Stellan Bengtsson – bordtennis
- 31.  Assar Rönnlund – längdskidor (avliden 2011)
- 32.  Annichen Kringstad – orientering
- 33.  Arne Andersson – friidrott (avliden 2009)
- 34.  Liselotte Neumann – golf
- 35.  Bengt Nilsson – friidrott (avliden 2018)
- 36.  Frank Andersson – brottning (avliden 2018)
- 37.  Torbjörn Nilsson – fotboll
- 38.  Kerstin Palm – fäktning
- 39.  Tomas Brolin – fotboll
- 40.  Erik Carlsson – bilsport (avliden 2015)
- 41.  Anders Holmertz – simning
- 42.  Agne Simonsson – fotboll (avliden 2020)
- 43.  Ronnie Hellström – fotboll (avliden 2022)
- 44.  Karl "Rio-Kalle" Svensson – fotboll (avliden 2000)
- 45.  Rolf Edling – fäktning
- 46.  Stig Blomqvist – bilsport
- 47.  Jane Cederqvist – simning (avliden 2023)
- 48.  Thomas Ravelli – fotboll
- 49.  Jonny Nilsson – skridskor (avliden 2022)
- 50.  Pelle Pettersson – segling
- 51.  Magdalena Forsberg – skidskytte
- 52.  Björn Waldegård – bilsport (avliden 2014)
- 53.  Anders Michanek – motorcykel
- 54.  Ulf Adelsohn – senior advisor
- 55.  Carl-Gustav Anderberg – SOK (avliden 2011)
- 56.  Mikael Arvidsson – bandy
- 57.  Pär Arvidsson – simning
- 58.  Bengt Baron – simning
- 59.  Lennart Bergelin – tennis (avliden 2008)
- 60.  Lars-Gunnar Björklund – journalist (avliden 2012)
- 61.  Jan Boklöv – backhoppning
- 62.  Sören Boström – bandy (avliden 2022)
- 63.  Ernst Brunner – författare
- 64.  Per Carlén – handboll
- 65.  Ingvar Carlsson – politiker
- 66.  Hans Chrunak – simning
- 67.  Jonas Claesson – bandy
- 68.  Martin Dahlin – fotboll
- 69.  Uno Danielsson – handboll
- 70.  Ralf Edström – fotboll
- 71.  Per Elofsson – längdskidor
- 72.  Tommy Engstrand – journalist (avliden 2021)
- 73.  P.O.  Enquist  – författare (avliden 2020)
- 74.  Georg Ericson – fotboll (avliden 2002)
- 75.  Bernt Ericsson – bandy
- 76.  Sigge Ericsson – skridskor (avliden 2019)
- 77.  Sven-Göran Eriksson – fotboll (avliden 2024)
- 78.  Rickard Fagerlund – ishockey (avliden 2009)
- 79.  Sten Feldreich – basket
- 80.  Björn Ferm – modern femkamp
- 81.  Thomas Fogdö – alpint
- 82.  Thorbjörn Fälldin – politiker (avliden 2016)
- 83.  Eva af Geijerstam – journalist
- 84.  Lasse Granqvist – journalist
- 85.  Bengt Grive – journalist (avliden 2003)
- 86.  William Grut – mångkamp (avliden 2012)
- 87.  Susanne Gunnarsson – kanot
- 88.  Elisabet Gustafson – curling
- 89.  Bengt-Åke Gustafsson – ishockey
- 90.  Ann-Christine Hagberg – simning
- 91.  Carl-Axel Hageskog – tennis
- 92.  Linda Haglund – friidrott (avliden 2016)
- 93.  Bo Hansson – journalist
- 94.  Johan Harmenberg – fäktning
- 95.  Anders Hedberg – ishockey
- 96.  Arne Hegerfors – journalist (avliden 2024)
- 97.  Björn Hellberg – journalist
- 98.  Mia Hermansson Högdahl – handboll
- 99.  Staffan Holmqvist – handboll (avliden 2007)
- 100. Glenn Hysén – fotboll

### 101–200
- 101. Egon Håkanson – marknadsföring
- 102. Ulla Håkanson – dressyr
- 103. Kjell Isaksson – friidrott
- 104. Bengt "Bengan" Johansson – handboll (avliden 2022)
- 105. Bernt Johansson – cykel
- 106. Hasse Johansson – bandy
- 107. Kjell Johansson – bordtennis (avliden 2011)
- 108. Lennart Johansson – fotboll (avliden 2019)
- 109. Stefan Johansson – bilsport
- 110. Tomas Johansson – brottning
- 111. Per Josefson – journalist
- 112. A Lennart Julin – friidrott
- 113. Åke Jönsson – längdskidor
- 114. Lennart Karlberg – RF
- 115. Owe Karlsson – journalist
- 116. Thomas Kihlström – badminton
- 117. Ove Kindvall – fotboll
- 118. Anders Kristiansson – volleyboll
- 119. Gunnar Kämpendahl – handboll
- 120. Gunnar Larsson – RF (avliden 2020)
- 121. Nicklas Lidström – ishockey
- 122. Gunilla Lindberg – SOK
- 123. Donald Lindblom – handboll
- 124. Stefan Lindeberg – SOK
- 125. Marie Lindgren – alpint
- 126. Peter Lindmark – ishockey
- 127. Curt Lindström – ishockey
- 128. Mikael Ljungberg – brottning (avliden 2004)
- 129. Arne Ljungqvist – IOK
- 130. Håkan Loob – ishockey
- 131. Sven Åke Lundbäck – längdskidor
- 132. Sten Lundin – motorcykel (avliden 2016)
- 133. Curt Lundmark – ishockey
- 134. Jan-Erik Lundqvist – tennis
- 135. Thomas Magnuson – längdskidor
- 136. Roland Mattsson – handboll (avliden 2009)
- 137. Torgny Mogren – längdskidor
- 138. Jörgen Mårtensson – orientering
- 139. Louise Nathhorst – dressyr
- 140. Jonas Nilsson – alpint
- 141. Kent Nilsson – ishockey
- 142. Pia Nilsson – golf
- 143. Roland Nilsson – fotboll
- 144. Ulf Nilsson – ishockey
- 145. Sven Nylander – friidrott
- 146. Mats Näslund – ishockey
- 147. Ingvar Oldsberg – journalist (avliden 2022)
- 148. Leif "Loket" Olsson – handboll
- 149. Mats Olsson – handboll
- 150. Staffan Olsson – handboll
- 151. Evy Palm – friidrott
- 152. Anders Parmström – ishockey
- 153. Jesper Parnevik – golf
- 154. Jörgen Persson – bordtennis
- 155. Stefan Persson – ishockey
- 156. Sven Plex Petersson – journalist (avliden 2011)
- 157. Tommy Prim – cykel
- 158. Bengt Ramström – bandy
- 159. Tony Rickardsson – motorcykel
- 160. Lennart Risberg – boxning (avliden 2013)
- 161. Thomas Rundqvist – ishockey
- 162. Lars Sandlin – journalist (avliden 2020)
- 163. Tommy Sandlin – ishockey (avliden 2006)
- 164. Ulf Schmidt – tennis
- 165. Stefan Schwarz – fotboll
- 166. George Scott – boxning
- 167. Jonte Sjögren – tennis
- 168. Ann-Louise Skoglund – friidrott
- 169. Ulf Sterner – ishockey
- 170. Stig Strand – alpint
- 171. Mats Strandberg – journalist
- 172. Glenn Strömberg – fotboll
- 173. Åke Strömmer – journalist (avliden 2005)
- 174. Carl Eric Stålberg – skidor
- 175. Jörgen Sundelin – segling
- 176. Peter Sundelin – segling
- 177. Tommy Svensson – fotboll
- 178. Torbjörn Säfve – författare
- 179. Tommy Söderberg – fotboll
- 180. Håkan Södergren – ishockey
- 181. Jonas Thern – fotboll
- 182. Christer Ulfbåge – journalist
- 183. Dan Waern – friidrott
- 184. Bengt Westerberg – friidrott
- 185. Liv Wollin – golf
- 186. Göran Zachrisson – journalist
- 187. Toivo Öhman – simhopp
- 188. Glenn Östh – bordtennis
- 189. Marie-Helene Östlund – längdskidor
- 190. Jonas Bergqvist – ishockey
- 191. Kerstin Bodin – sportskytte
- 192. Ulf Carlsson – bordtennis
- 193. Göran Claeson – skridskor
- 194. Conny Evensson – ishockey
- 195. Lars Frölander – simning
- 196. Bo Gentzel – journalist (avliden 2012)
- 197. Gösta Gärdin – militär idrott (avliden 2015)
- 198. Jan Hansson – journalist
- 199. Lennart Jelbe – TV-producent (avliden 2018)
- 200. Ola Johansson – bandy
- 201. Jan Jönsson – ridsport
- 202. Ulf Karlsson – friidrott
- 203. Lasse Kjällberg – alpint
- 204. Åsa Larsson – bowling
- 205. David Lega – handikappidrott
- 206. Ulf Lönnqvist – bordtennis
- 207. Stefan Lövgren – handboll
- 208. Remy Nilson – journalist
- 209. Thomas Nordahl – fotboll
- 210. Björn Nordqvist – fotboll

### 201–300
- 211. Olle Nygren – motorcykel (avliden 2021)
- 212. Anna Olsson – kanot
- 213. Rolf Peterson – kanot
- 214. Percy Rosberg – tennis
- 215. Bengt Sevelius – fd VD RF
- 216. Marita Skogum – orientering
- 217. Sune Sylvén – journalist (avliden 2020)
- 218. William Thoresson – gymnastik
- 219. Helen Alfredsson – golf
- 220. Therese Alshammar – simning
- 221. Kjell Andersson – journalist
- 222. Anders Andersö – tecknare
- 223. Kajsa Bergqvist – friidrott
- 224. Anette Börjesson – badminton/fotboll
- 225. Kurt Hamrin – fotboll
- 226. Pia Hansen – sportskytte
- 227. Sven von Holst – simning
- 228. Katarina Hultling – journalist
- 229. Lars-Åke Lagrell – fotboll (avliden 2020)
- 230. Henrik Larsson – fotboll
- 231. Tomas Leandersson – bowling
- 232. Hans Lindström – handikappidrott
- 233. Wolf Lyberg – fd SOK (utträdde 2002)
- 234. Ewa Rydell – gymnastik
- 235. Per Renström – professor
- 236. Bengt Wallin – basket (avliden 2019)
- 237. Inger Båvner – gymnastik
- 238. Xiaoqing Kihlström – badminton
- 239. Helena Kjellander – vattenskidor
- 240. Ulla Lindkvist – orientering (avliden 2015)
- 241. Kristina Olinder – dopingkommissionen
- 242. Anja Pärson – alpint
- 243. Kennet Andersson – fotboll
- 244. Mikael Appelgren – bordtennis
- 245. Stefan Holm – friidrott
- 246. Anders Järryd – tennis
- 247. Janne Kårström – brottning
- 248. Åke Lindegarth – idrottsledare (avliden 2020)
- 249. Bengt Nirje – handikappidrott (avliden 2006)
- 250. Ylva Nowén – alpint
- 251. Olle Svenning – författare/journalist
- 252. Petra Thorén – journalist
- 253. Miro Zalar – friidrott
- 254. Annika Zell – orientering/skidorientering
- 255. Marika Domanski Lyfors – fotboll
- 256. Annika Greder Duncan – journalist
- 257. Carolina Klüft – friidrott
- 258. Christian Olsson – friidrott
- 259. Bengt Saltin – professor (avliden 2014)
- 260. Mikael Santoft – riksidrottschef
- 261. Yannick Tregaro – friidrott
- 262. Kristina Andersson – alpint
- 263. Kenth Hultkvist – bandy
- 264. Lars Lagerbäck – fotboll
- 265. Karin Mattsson – RF
- 266. Malin Andersson – fotboll
- 267. Malin Baryard-Johnsson – hoppning
- 268. Per-Axel Eriksson – SOK (avliden 2015)
- 269. Malin Ewerlöf Krepp – friidrott
- 270. Catrin Nilsmark – golf
- 271. Gunilla Andersson – ishockey
- 272. Patrik Andersson – fotboll
- 273. Emma Igelström – simning
- 274. Jonas Jacobsson – sportskytte
- 275. Martin Lidberg – brottning
- 276. Tommy Åström – journalist
- 277. Jonas Björkman – tennis
- 278. Rolf Carlsson – SISU Idrottsutbildarna
- 279. Cecilia Ferm – dövbasket
- 280. Erica Johansson – friidrott
- 281. Peja Lindholm – curling
- 282. Niklas Jihde – innebandy
- 283. Thomas Johansson – tennis
- 284. Jörgen Jönsson – ishockey
- 285. Hanna Ljungberg – fotboll
- 286. Victoria Sandell Svensson – fotboll
- 287. Mats Sundin – ishockey
- 288. Kenny Bräck – bilsport
- 289. Susanne Ljungskog – cykel
- 290. Malin Moström – fotboll
- 291. Magnus Norman – tennis
- 292. Johanna Sjöberg – simning
- 293. Niclas Alexandersson – fotboll
- 294. Bengt O Eriksson – simning
- 295. Tomas Eriksson – innebandy
- 296. Louise Karlsson – simning
- 297. Göran Petersson – segling
- 298. Jane Björck – journalist
- 299. Anna Lindberg – simhopp
- 300. Anders Olsson – simning

### 301–
- 301. Maria Rooth – ishockey
- 302. Anna Carin Zidek – skidskytte
- 303. Ara Abrahamian – brottning
- 304. Helena Ekholm – skidskytte
- 305. Anna-Karin Kammerling – simning
- 306. Henrik Nilsson – kanot
- 307. Markus Oscarsson – kanot
- 308. Anette Norberg – curling
- 309. Björn Ferry – skidskytte
- 310. Erika Holst – ishockey
- 311. Klas Ingesson – fotboll (avliden 2014)
- 312. Birgitta Ljung – RF
- 313. Tina Thörner – bilsport
- 314. Rolf-Göran Bengtsson – ridsport
- 315. Heidi Andersson – armbrytning
- 316. Thomas Enqvist – tennis
- 317. Josefin Lillhage – simning
- 318. Olof Mellberg – fotboll
- 319. Therese Sjögran – fotboll
- 320. Henrik Stenson – golf
- 321. Hermine Dahlerus – innebandy
- 322. Caroline Ek – kickboxning
- 323. Emma Johansson – cykel
- 324. Hanna Marklund – fotboll
- 325. Anders Svensson – fotboll
- 326. Robin Söderling – tennis
- 327. Daniel Alfredsson – ishockey
- 328. Susanna Kallur – friidrott
- 329. Lisa Nordén – triathlon
- 330. Johan Olsson – längdskidor
- 331. Maria Brandin – rodd
- 332. Marcus Hellner – längdskidor
- 333. Lotta Schelin – fotboll
- 334. Bengt Skött – journalist
- 335. Linnea Torstenson – handboll
- 336. Frida Hansdotter – alpint
- 337. Pernilla Johansson – thaiboxning
- 338. Kim Källström – fotboll
- 339. Maja Reichard – parasimning
- 340. Anna Laurell Nash - boxning
- 341. Peter Lundin - Idrottsgalans grundare
- 342. André Myhrer - alping
- 343. Helene Ripa - parasport (längdskidor, kanot)
- 344. Lisa Edwinsson - journalist
- 345. Maria Pietilä Holmner - alpint
- 346. Henrik Lundqvist - ishockey
- 347. Klara Svensson - boxning
- 348. Anna-Carin Ahlquist - bordtennis
- 349. Åsa Edlund Jönsson - journalist, generalsekreterare SOK
- 350. Charlotte Kalla - längdskidor
- 351. Nils van der Poel - skridsko
- 352. Björn Eriksson - RF
- 353. Nilla Fischer - fotboll
- 354. Lina Länsberg - thaiboxning
- 355. Stefan Olsson - rullstolstennis
- 356. Jens Byggmark - alpint
- 357. Philip Jönsson - paraskytte
- 358. Caroline Seger - fotboll

## Ledamöter som avlidit eller utträtt

### Avlidna
- 3.   Ingemar Johansson – boxning (2009)
- 5.   Gert Fredriksson – kanot (2006)
- 12. Börje Salming - ishockey (2023)
- 19.  Agneta Andersson  - kanot (2023)
- 24.  Nils Liedholm – fotboll (2007)
- 27.  Håkan Carlqvist – motorcykel (2017)
- 29.  Per "Pelle" Svensson – brottning (2020)
- 31.  Assar Rönnlund – längdskidor (2011)
- 33.  Arne Andersson – friidrott (2009)
- 35.  Bengt Nilsson – friidrott (2018)
- 40.  Erik Carlsson – bilsport (2015)
- 42.  Agne Simonsson - fotboll (2020)
- 43. Ronnie Hellström - fotboll (2022)
- 44.  Karl "Rio-Kalle" Svensson – fotboll (2000)
- 47. Jane Cederqvist - simning (2023)
- 49. Jonny Nilsson - skridsko (2022)
- 52.  Björn Waldegård – bilsport (2014)
- 59.  Lennart Bergelin – tennis (2008)
- 60.  Lars-Gunnar Björklund – journalist (2012)
- 62. Sören Boström - bandy (2022)
- 72. Tommy Engstrand - journalist (2022)
- 73.  P.O. Enquist – författare (2020)
- 74.  Georg Ericson – fotboll (2002)
- 76.  Sigge Ericsson – skridskor (2019)
- 77. Sven-Göran Eriksson - fotboll (2024)
- 78.  Rickard Fagerlund – ishockey (2009)
- 82.  Thorbjörn Fälldin – politiker (2016)
- 85.  Bengt Grive – journalist (2003)
- 86.  William Grut – mångkamp (2012)
- 92.  Linda Haglund – friidrott (2016)
- 96. Arne Hegerfors - journalist (2024)
- 99.  Staffan Holmqvist – handboll (2007)
- 104. Bengt Johansson - handboll (2022)
- 108. Lennart Johansson – fotboll (2019)
- 120. Gunnar Larsson – RF (2020)
- 128. Mikael Ljungberg – brottning (2004)
- 132. Sten Lundin – motorcykel (2016)
- 136. Roland Mattsson – handboll (2009)
- 147. Ingvar Oldsberg - journalist (2022)
- 156. Sven "Plex" Petersson – journalist (2011)
- 160. Lennart Risberg – boxning (2013)
- 162. Lars Sandlin – journalist (2020)
- 163. Tommy Sandlin – ishockey (2006)
- 173. Åke Strömmer – journalist (2005)
- 196. Bo Gentzel – journalist (2012)
- 197. Gösta Gärdin – militär idrott (2015)
- 199. Lennart Jelbe - tv-producent (2018)
- 211. Olle Nygren - motorcykel (2021)
- 217. Sune Sylvén – journalist (2020)
- 229. Lars-Åke Lagrell – fotboll (2020)
- 236. Bengt Wallin – basket (2019)
- 240. Ulla Lindkvist – orientering (2015)
- 248. Åke Lindegarth – idrottsledare (2020)
- 249. Bengt Nirje – handikappidrott (2006)
- 259. Bengt Saltin – professor (2014)
- 268. Per-Axel Eriksson – SOK (2015)
- 311. Klas Ingesson – fotboll (2014)

### Utträtt
- 18.   Ludmila Engquist – friidrott (2001)
- 233.  Wolf Lyberg – fd SOK (2002)